# Schefflera racemifera
Schefflera racemifera är en araliaväxtart som beskrevs av Pedro Fiaschi och David Gamman Frodin. Schefflera racemifera ingår i släktet Schefflera och familjen araliaväxter. Inga underarter finns listade.